# Chiesa di San Giorgio (Portofino)
La chiesa di San Giorgio è un luogo di culto cattolico situato nel comune di Portofino, in salita San Giorgio, nella città metropolitana di Genova.

## Storia e descrizione

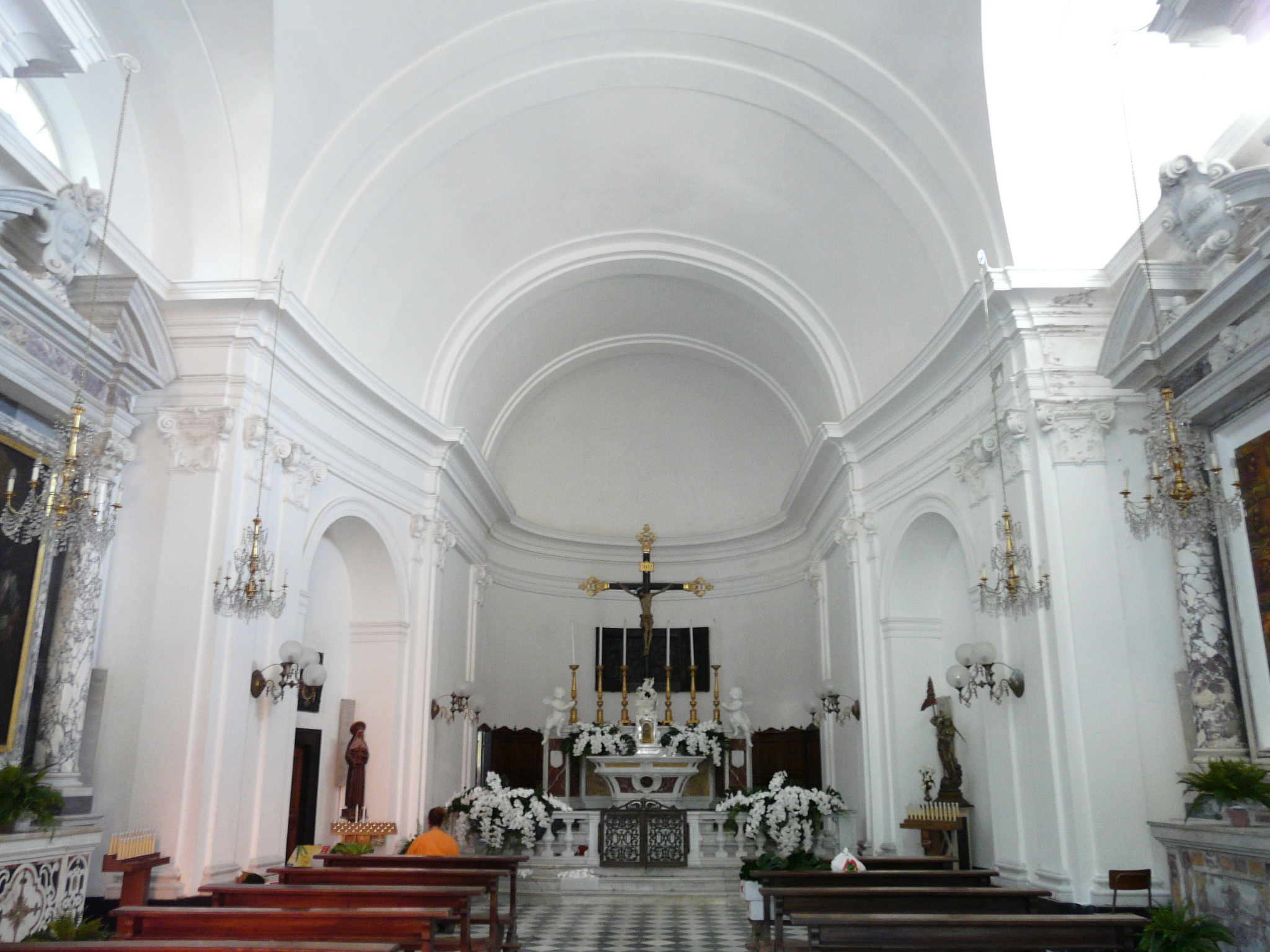
La navata interna

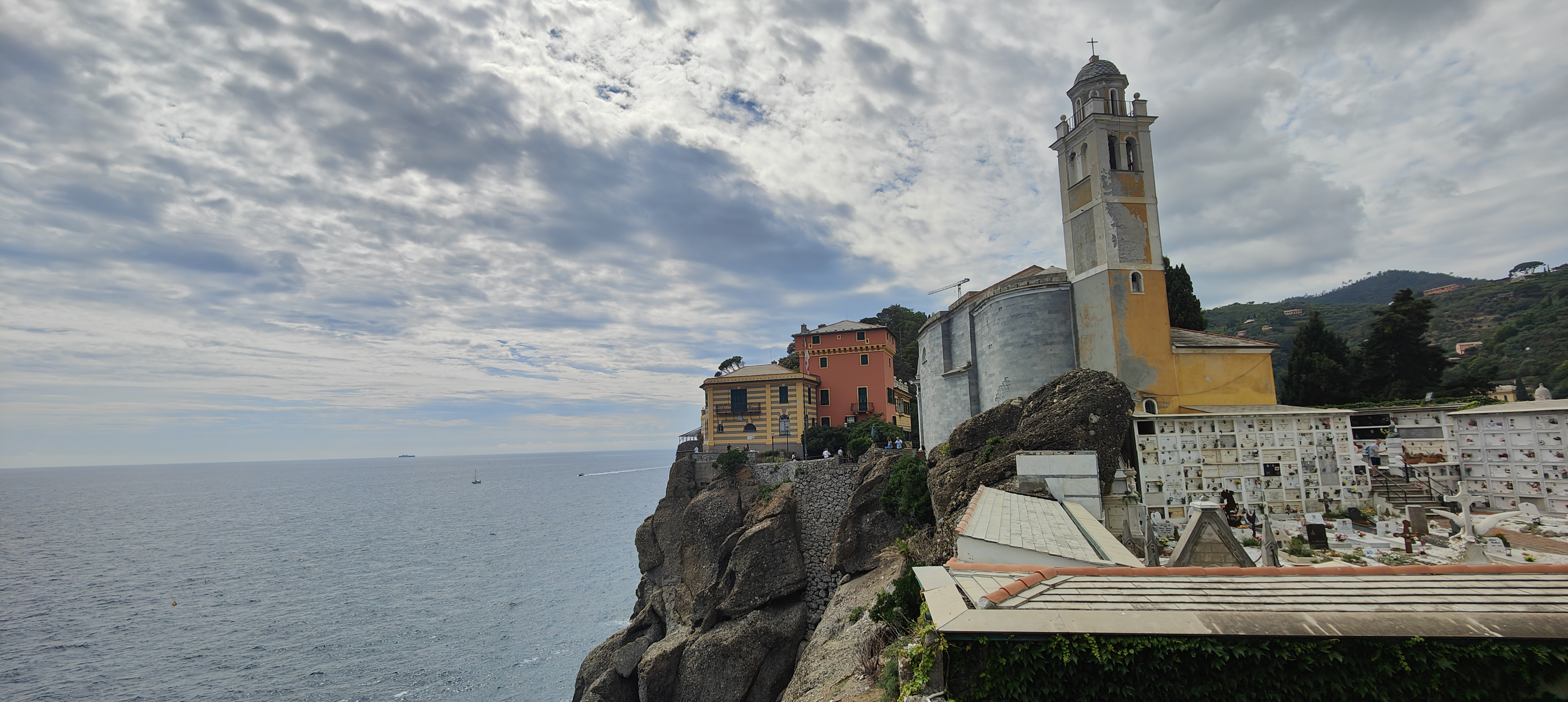
La chiesa vista dal retro dove è ubicato il cimitero cittadino

Secondo una lapide posta all'interno della chiesa, l'edificio fu eretto in stile romanico nel 1154 anche se ulteriori scavi, effettuati nella ricostruzione dopo la seconda guerra mondiale, hanno permesso il ritrovamento di un'antica cappella a pianta quadrata.
La struttura fu rivista e modificata nel 1691 e in contemporanea fu allargata la strada (salita San Giorgio) che permette di raggiungere la chiesa dalla piazza principale del borgo marinaro; un ulteriore restauro e ampliamento si attuò nel 1760. Durante il secondo conflitto bellico la chiesa fu distrutta interamente da una bomba sganciata da un cacciabombardiere in picchiata.
L'opera di ricostruzione avvenne poco dopo la cessazione del conflitto, nel 1950, ad opera e con fondi degli stessi abitanti che la ricostruirono con nuovi altari e arredi, ma secondo l'antica struttura del 1760.
All'interno sono custodite le reliquie di san Giorgio, santo patrono di Portofino, portate dai marinai portofinesi reduci dalle Crociate.